# Aurora Pro Patria 1919
Aurora Pro Patria 1919 – włoski klub piłkarski, grający obecnie w Serie C, mający siedzibę w mieście Busto Arsizio, leżącym w Lombardii.

## Historia
Klub został założony w 1919 roku. Obecnie występuje w rozgrywkach Serie C, a w latach 1955–1956 zaliczył swój ostatni sezon w rozgrywkach Serie A.
Barwy klubowe to kolor biały i niebieski. Nazwa Pro Patria w języku łacińskim znaczy "Dla Ojczyzny". Piłkarze Pro Patrii noszą przydomek "i Tigrotti" (Tygryski).

## Reprezentanci kraju grający w klubie
- Laszlo Kubala
- Svend Jörgen Hansen
- Theofilos Karsavvidis
- Ike Kalu
- Bruno Bolchi
- Luca Bucci
- Angelo Carbone
- Aredio Gimona
- Francesco La Rosa
- Saul Malatrasi
- Antonio Manicone
- Giorgio Morini
- Alberto Orzan
- Luciano Re Cecconi
- Tommaso Rocchi
- Stefano Tacconi